# Eve and the Handyman
Eve and the Handyman è un film del 1961, diretto da Russ Meyer, interpretato dalla seconda moglie del regista, Eve Meyer, che in seguito produrrà tutti i suoi grandi successi.

## Trama
Una giovane e attraente donna inizia a seguire un operaio, per capire i segreti del suo lavoro, ma soprattutto per sedurlo, dato che lui sembra impassibile di fronte alle donne.
L'uomo subisce delle avances anche da altre donne: una segretaria, un'infermiera, una cameriera e un'autostoppista. Ogni volta l'uomo resiste alle sempre più provocanti avances (la cameriera gli offre maliziosamente due palline di gelato con sopra delle ciliegine, ma l'uomo fugge dal locale. L'autostoppista, per convincerlo a darle un passaggio, si toglie a poco a poco tutti gli indumenti, fino a rimanere in mutande, ma l'uomo si ferma solo per tirarle la tuta).
Alla fine la donna dell'incipit trova il punto debole dell'uomo: fingendosi un venditore di spazzole riesce finalmente a sedurlo, tra un montaggio di oggetti e macchinari al lavoro (un bollitore, due vagoni di un treno che si incastrano, un impianto per l'estrazione del petrolio, uno Shuttle in partenza, fino a una candela che si spegne).

## Curiosità
- Le riprese del film furono fatte nel 1960, ma il film uscì solo un anno dopo[1].